# Oskar Daubmann

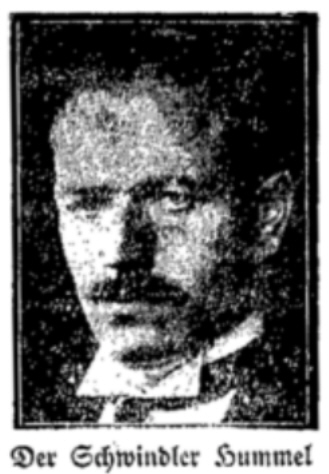
Karl Ignaz Hummel alias Oskar Daubmann

Oskar Daubmann, eigentlich Karl Ignaz Hummel, (* 9. März 1898 in Oberwil BL; † 20. Januar 1954 in Schwäbisch Hall) war ein Hochstapler, dessen Fall 1932 internationales Aufsehen erregte.

## Leben
Der in der Nähe von Basel in der Schweiz geborene Karl Ignaz Hummel hatte eine schwere Kindheit, litt oft Hunger und lag lieber faul auf der Wiese, als die Schulbank zu drücken. Er entlief als Elfjähriger seinen in ärmlichen Verhältnissen lebenden Eltern. Nach einem Diebstahl kam er in eine Besserungsanstalt und begann eine Laufbahn als Kleinkrimineller, die ihm mehrere Verurteilungen und Haftstrafen einbrachte.
1930 ließ er sich in Offenburg nieder, arbeitete als Schneider und heiratete 1931 Kreszentia Allgeier. Aus wirtschaftlichen Gründen verließ er 1932 seine schwangere Frau (die im selben Jahr die Scheidung einreichte) und versuchte, nach Algerien zu kommen, um sich der französischen Fremdenlegion anzuschließen. Er musste allerdings bereits in Italien umkehren. Da er kein Geld für eine Rückreise hatte, gab er sich als Oskar Daubmann aus, der ein früherer Schulfreund aus Endingen war und von dem er wusste, dass dieser seit dem Ersten Weltkrieg vermisst wurde. Er gab vor, die Franzosen hätten ihn 16 Jahre lang in Afrika gefangen gehalten. Nach einem Fluchtversuch sei er 1917 wegen Totschlags zu 20 Jahren Haft verurteilt und in ein algerisches Gefangenenlager transportiert worden.
Der Fall Daubmann wurde von deutschnationalen und nationalsozialistischen Kreisen so aufgebauscht, dass er international Beachtung fand. Er bot den willkommenen Anlass für eine die „nationalen Leidenschaften“ aufstachelnde Hetzkampagne gegen Frankreich, das der Verlogenheit und Grausamkeit bezichtigt wurde. Joseph Goebbels etwa drohte in der NS-Zeitschrift „Der Angriff“ sogar mit einem Rachekrieg. Der vermeintlich letzte Gefangene des Weltkrieges wurde am 29. Mai 1932 feierlich in Freiburg begrüßt und anschließend von mehr als 15.000 Menschen in seinem „Heimatort“ Endingen am Kaiserstuhl empfangen. Erstaunlicherweise erkannten die Eltern des echten Oskar Daubmann den Hochstapler als ihren Sohn an.
Der Offizier Anton Bumiller aus Sigmaringen kannte den echten Daubmann, der in seinem Regiment gedient hatte, und beutete die Situation aus. Bumiller organisierte Vortragsreisen, und der „Held Daubmann“ hielt in den folgenden Wochen zahlreiche Vorträge, erhielt zahlreiche Ehrungen und ließ sich feiern. Unter anderem sprach er zum Beispiel in Sigmaringen, durfte sich dort ins Goldene Buch der Stadt eintragen und bekam vom Fürst Friedrich von Hohenzollern einen Orden. Karl Ignaz Hummel steckte aber schon bald in einer Rolle fest, die er gar nicht haben wollte, aus der er aber nicht mehr herauskam. Es gab Autogrammkarten, die Bumiller drucken ließ, und der clevere Manager schrieb an einem Erlebnisroman.
Von Anfang an artikulierte Zweifel an Daubmanns Identität und Geschichte wurden in der Öffentlichkeit weitgehend ignoriert, kritische französische Aussagen wies man als Lügen zurück. Die Zweifel der französischen Regierung wurden in einer Note vom 5. September 1932 der deutschen Regierung mitgeteilt.
Der bereits längere Zeit wegen Unstimmigkeiten in Daubmanns Geschichte ermittelnden Polizei gelang es schließlich, mit Hilfe von Fingerabdrücken „Daubmann“ als Karl Ignaz Hummel zu identifizieren. Der falsche Daubmann flog auf. Daraufhin wurde er am 11. Oktober 1932 verhaftet. Die sensationelle Wendung der Geschichte bot nun Gegnern der Nationalsozialisten und Deutschnationalen Gelegenheit, diese zu verspotten. 1933 verurteilte das Landgericht Freiburg Hummel wegen schwerer Urkundenfälschung und Betrugs zu dreieinhalb Jahren Haft. Nach Verbüßung der Haftstrafe blieb er unter dem Druck der NSDAP in Sicherungsverwahrung, seit 1938 in Schwäbisch Hall. 1945 erst befreiten ihn die Amerikaner.
Hummel blieb in Schwäbisch Hall, arbeitete als Schneider und starb im Jahr 1954. Der Fall Daubmann ist zwar heute fast vergessen, die Endinger werden jedoch bis heute noch gelegentlich mit dem Spottnamen „Daubinger“ bedacht, obwohl es im Ort schon früh Skepsis gegenüber „Daubmann“ gab. An den im Ersten Weltkrieg gefallenen Oskar Daubmann erinnert nur noch sein in Stein gemeißelter Name am Endinger Kriegerdenkmal.